# Exetastes crassus
Exetastes crassus là một loài tò vò trong họ Ichneumonidae.